# Królestwo Anglo-Korsykańskie
Królestwo Anglo-Korsykańskie – państwo, istniejące na Korsyce w latach 1794–1796.
Po wybuchu rewolucji francuskiej przywódca Republiki Korsykańskiej w latach 1755–1769 – Pasquale Paoli został uznany za symbol walki o wolność i demokrację. Rząd rewolucyjny zezwolił mu na powrót z wygnania na Korsykę i mianował gubernatorem.
Po straceniu Ludwika XVI w 1793 Paoli odciął się od rewolucjonistów. Ogłosił przejęcie przez siebie tymczasowej władzy na Korsyce i zwołał zgromadzenie narodowe. Rozpoczął negocjacje z Wielką Brytanią na temat objęcia przez nią protektoratu nad wyspą.
W 1794 na Korsykę przybyła brytyjska flota, zaś wyspa została oficjalnie ogłoszona wicekrólestwem korony brytyjskiej.
Bardzo szybko nastąpiło poróżnienie między Brytyjczykami a Paolim, spowodowane dążeniami administracji brytyjskiej na wyspie do ograniczenia autonomii oraz przeniesieniem stolicy z Corte do Bastii w 1795. Ostatecznie rząd brytyjski nakłonił Paolego do zrezygnowania z walki o autonomię dla królestwa i emigracji do Wielkiej Brytanii.
19 października 1796 Francuzi przeprowadzili atak na wyspę i zdobyli Bastię. Po upadku miasta Brytyjczycy wycofali się z Korsyki, która stała się francuskim departamentem.